# Iphiaulax nigridorsis
Iphiaulax nigridorsis är en stekelart som beskrevs av Joseph Kriechbaumer 1894. Iphiaulax nigridorsis ingår i släktet Iphiaulax och familjen bracksteklar. Inga underarter finns listade i Catalogue of Life.